# 231
231 је била проста година.

## Догађаји
- Цар Александар Север прати своју мајку Јулију Мамеју у Сирију и води кампању против Персијанаца. Војна команда је у рукама његових генерала, али његово присуство даје додатну тежину политици царства.
- Битка на планини Ћи: Кинеска држава Шу Хан осваја тактичку победу, а држава Цао Веј стратешку победу.
- Ориген, ученик Амонија Саке, оснивача неоплатонизма, прогнан је у Цезареју.